# エンリコ・フィオレンティーニ
エンリコ・フィオレンティーニ（Enrico Fiorentini, 1934年6月27日 - ）は、イタリアの美術デザイナー、美術監督、美術装飾、衣裳デザイナーである。

## 来歴・人物
1934年6月27日、トスカーナ州リヴォルノ県ロジニャーノ・マリッティモ市カスティリオンチェッロに生まれる。フィレンツェ美術学校を卒業後、ヴィットリオ・ガスマンと舞台芸術の仕事をする。
1962年、ディーノ・リージが監督し、ガスマンが主演した映画『追い越し野郎』に、装置設計としてクレジットされたのが、最初の記録である。1964年に公開されたルイジ・ザンパ監督の Frenesia dell'estate （日本未公開）では、衣裳助手としてクレジットされている。
1980年には、パスクァーレ・フェスタ・カンパニーレ監督の『大泥棒』と『お手をどうぞ』、増村保造監督の『エデンの園』の美術を手がける。1986年の『女たちのテーブル』以降、マリオ・モニチェリ作品を多く手がける。
70歳代後半を迎えた2011年現在も活動中である。

## 主なフィルモグラフィ
美術デザイナーとしてクレジットされたものは15作、美術監督は7作、美術装飾は4作、衣裳デザイナーは3作がそれぞれ確認されている。インターネット・ムービー・データベースに掲載されていないもの、クレジットされていないものも多い。
- 『追い越し野郎』 Il sorpasso : 監督ディーノ・リージ、1962年 - 装置設計
- Frenesia dell'estate : 監督ルイジ・ザンパ、1964年 - 衣裳助手

- 『勇敢なアンセルモとその従者』 Il prode Anselmo e il suo scudiero : 監督ブルーノ・コルブッチ、1972年 - 美術装飾（ノンクレジット）
- Ultimo tango a Zagarol : 監督ナンド・チチェロ、1973年 - 衣裳デザイナー
- La sbandata : 監督アルフレード・マルファッティ / サルヴァトーレ・サンペリ、1974年 - 美術装飾
- Una matta : 監督フランコ・プロスペリ、1974年 - 衣裳デザイナー
- 『サロン・キティ』 Salon Kitty : 監督ティント・ブラス、1976年 - 美術監督
- 『サスペリア』 Suspiria : 監督ダリオ・アルジェント、1977年 - 装置設計

- Una vacanza bestiale : 監督カルロ・ヴァンツィーナ、1980年 - 美術デザイナー
- 『大泥棒』 Le ali della libertà, 伊題 Il ladrone : 監督パスクァーレ・フェスタ・カンパニーレ、1980年 - 美術デザイナー
- 『お手をどうぞ』 Qua la mano : 監督パスクァーレ・フェスタ・カンパニーレ、1980年 - 美術デザイナー（第一話、第二話はエンリコ・トヴァリエーリ）
- 『エデンの園』 Giardino dell'Eden, 伊題 Eden no sono : 監督増村保造、1980年 - 美術監督
- Zitto, quando parli, 仏題 Tais-toi quand tu parles! : 監督フィリップ・クレール、1981年 - 美術デザイナー・衣裳デザイナー
- 『マッドライダー』 Gli sterminatori dell'anno 3000 : 監督ジュリアーノ・カルニメーオ、1983年 - 美術装飾
- 『砂漠の戦士/黒いライオン』 Tuareg - Il guerriero del deserto : 監督エンツォ・G・カステッラリ、1984年 - 美術デザイナー
- 『レベッカへの鍵』 Il codice Rebecca, 英題 The Key to Rebecca : 監督デイヴィッド・ヘミングス、テレビ映画、1985年 - 美術監督
- 『新サスペリア』 L'assassino è ancora tra noi : 監督カミッロ・テティ、1986年 - 美術デザイナー
- 『女たちのテーブル』 Speriamo che sia femmina : 監督マリオ・モニチェリ、1986年 - 美術デザイナー
- 『インクアイリー/審問』 L'inchiesta : 監督ダミアーノ・ダミアーニ、1986年 - 美術監督
- Un bambino di nome Gesù : 監督フランコ・ロッシ、テレビ映画、1987年 - 美術デザイナー
- 『トスカニーニ』 Il giovane Toscanini : 監督フランコ・ゼフィレッリ、1988年 - 装置設計
- 『マンマ・ミーア人生』 I picari : 監督マリオ・モニチェッリ、1988年 - 美術デザイナー
- 『無邪気な妻と病気の夫』 La moglie ingenua e il marito malato : 監督マリオ・モニチェッリ、テレビ映画、1989年 - 美術デザイナー

- La collana perduta della colomba, 仏題 Le collier perdu de la colombe : 監督ナセル・ケミール、1991年 - 美術デザイナー
- 『デスクルーズ/欲望の嵐』 Voyage : 監督ジョン・マッケンジー、テレビ映画、1993年 - 美術デザイナー
- 『愛のために、ただ愛のために』 Per amore, solo per amore : 監督ジョヴァンニ・ヴェロネージ、1993年 - 美術監督
- 『レスリー・ニールセン/裸のローマ帝国2000 1/2年前』 S.P.Q.R. 2000 e 1/2 anni fa : 監督カルロ・ヴァンツィーナ、1994年 - 美術デザイナー・美術装飾
- Storia d'amore con i crampi : 監督ピーノ・クァルトゥッロ、1995年 - 美術デザイナー
- 『デザート・オブ・ファイアー』 Deserto di fuoco : 監督エンツォ・G・カステッラリ、テレビ映画シリーズ、1997年 - 美術デザイナー
- Padre papà : 監督セルジオ・マルティーノ、テレビ映画、1998年 - 美術監督

- 『地獄の変異』 Il nascondiglio del diavolo - The cave, 英題 The Cave : 監督ブルース・ハント、2005年 - 美術監督
- Ci sarà un giorno (Il giovane Pertini) : 監督フランコ・ロッシ、テレビ映画、2010年 - 美術デザイナー

## 関連事項
- イタリア式コメディ
- エンツォ・G・カステッラリ （en:Enzo G. Castellari）
- カスティリオンチェッロ （it:Castiglioncello）

## 註
1. 1 2 3 4 5 6 7  Enrico Fiorentini, インターネット・ムービー・データベース （英語）, 2011年1月11日閲覧。
2. ↑  Enrico Fiorentini, allmovie （英語）, 2011年1月11日閲覧。
3. 1 2  Livorno al cinema, Fabrizio Borghini, Umberto Guidi, Chiara Sacchetti, Informazione, 1997年, p.115.